# Hans Urs von Balthasar
Hans Urs von Balthasar (12. srpna 1905 Lucern – 26. června 1988 Basilej) byl švýcarský katolický teolog, považovaný za jednoho z nejvýznamnějších teologů 20. století. Patří mezi nejdůležitější předchůdce vatikánského koncilu, z nichž však „jako jediný mezi velkými středoevropskými teology“ nebyl přizván jako koncilní expert. Podle Tomáše Halíka byl jednou z nejvzdělanějších osobností 20. století.
Balthasarova teologie je ovlivněna mnoha přátelskými vztahy s významnými teology a filosofy (zvláště jezuity), mezi nimiž nechybí Erich Przywara, Jean Daniélou, Henri de Lubac a Joseph Ratzinger (Benedikt XVI.), který byl zároveň i jeho žákem. Přednáškovou a literární činností pomohl, spolu s dalšími, teologii a křesťanské víře obecně znovuobjevit dědictví patristiky v tzv. Nové teologii. Ke sklonku svého života byl papežem Janem Pavlem II. jmenován kardinálem, zemřel však pouhé dva dny před převzetím kardinálského klobouku.

## Život
Balthasar studoval od roku 1923 germanistiku a filozofii postupně v Curychu, Berlíně a Vídni. Roku 1928 promoval prací na téma Geschichte des eschatologischen Problems in der modernen deutschen Literatur (Dějiny eschatologického problému v moderní německé literatuře). 31. října 1929 vstoupil do noviciátu jezuitů ve Feldkirchu. Po jeho ukončení žil v letech 1931 až 1932 v Pullachu. Od roku 1932 do roku 1936 studoval teologii v Lyonu-Fourvière. Vysvěcen na kněze byl v Mnichově roku 1936. Od roku 1937 do roku 1939 byl redaktorem řádového časopisu Stimmen der Zeit. Od roku 1940 se v Basileji věnoval pastoraci studentů.
Společně s Adrienne von Speyr založil 8. prosince 1944 sekulární institut Johannesgemeinschaft. Poté působil v Curychu a Basileji jako spisovatel a nakladatel vydavatelství Johannes v Einsiedeln. Roku 1950 odešel z Tovaryšstva Ježíšova, protože neměl volnou ruku k vedení založeného institutu a nakladatelství. Nadále se věnoval vědecké a publikační činnosti, s Henri de Lubacem a Josephem Ratzingerem (Benediktem XVI.) také zakládal celosvětově známý teologický časopis Communio.

## Teologické dílo
Zřejmě nejvýznamnějším Balthasarovým teologickým dílem je jeho trilogie:
- Herrlichkeit (Sláva, 7 svazků) – teologická estetika, teologie založená na existenciálu krásy
- Theodrammatik (Teodramatika, 5 svazků) – dramatická teologická teorie o činnosti Boha a odpovědi člověka, zvláště v událostech Velkého pátku, Bílé soboty a Neděle Zmrtvýchvstání
- Theologik (Teologika, 3 svazky) – popis přirozeností Ježíše Krista (christologie) ve vztahu ke skutečnosti (ontologie)